# Éditions du Chemin de fer
 (octobre 2018).
Si vous disposez d'ouvrages ou d'articles de référence ou si vous connaissez des sites web de qualité traitant du thème abordé ici, merci de compléter l'article en donnant les références utiles à sa vérifiabilité et en les liant à la section « Notes et références ».
Pour les articles homonymes, voir Chemin de fer (homonymie).
Les éditions du Chemin de fer sont une maison d'édition indépendante française créée en décembre 2004.

## Présentation
Les éditions du Chemin de fer éditent, depuis 2005, des textes courts illustrés par des plasticiens contemporains. 

### Collections
- « Voiture 547 », dédiée à des premiers textes et à des écritures audacieuses.
- « Cheval Vapeur » donne carte blanche à un graphiste pour s'approprier la mise en forme d'un texte.
- « Micheline » n'a d'autre objet que de cheminer sur des terrains nouveaux, poésie, essais ou autres raretés.
- " Pas perdus"
- " Train de nuit "

## Publications
- 2005 :
  - En noir et blanc, de Henry Bauchau, vu par Lionel D ; réédité en 2007
  - Là-haut, de Pierre Autin-Grenier, vu par Ronan Barrot
  - Les Histoires de frères, de Arnaud Cathrine, vu par Catherine Lopes-Curval
  - Un mariage en hiver, de Annie Saumont, vu par Vincent Bizien
- 2006 :
  - Les Intermittences d'Icare, de Georges-Olivier Châteaureynaud, vu par Frédéric Arditi
  - On a marché sur la tête, de Marie Le Drian, vu par Raphaël Larre
  - Je hais les dormeurs, de Violette Leduc, vu par Béatrice Cussol
- 2007 :
  - Comme si rien, de Jean-Noël Blanc, vu par Ann Guillaume
  - Une oreille de chien, de Nathalie Quintane, vu par Nelly Maurel
  - La Rivière, de Annie Saumont, vu par Anne Laure Sacriste
  - La Vie en rose, de Dominique Mainard, vu par Françoise Pétrovitch
  - L'Os d'aurochs, de Pierrette Fleutiaux, vu par Cristine Guinamand
- 2008 :
  - Figures, 36 portraits de La Comédie humaine, vus par 36 artistes
  - Les Prochaines Vacances, de Dominique Fabre, vu par Olivier Masmonteil
  - Alberto, de Daniel Arsand, vu par José Maria Gonzalez
  - Candelaria ne viendra pas, de Mercedes Deambrosis, vu par Marko Velk
  - L'Écorce et la Chair, de Éric Pessan, vu par Patricia Cartereau
- 2009
  - Dieu rend visite à Newton, de Stig Dagerman, vu par Mélanie Delattre-Vogt
  - Autrefois le mois dernier, de Annie Saumont, vu par documentation céline duval
  - La Reformation des imbéciles, de Nathalie Constans, vu par Jean Lecointre
  - Rêve d’épingles, de Pascal Gibourg, vu par Anne Laure Sacriste
  - Génération perdue, de Klaus Mann, vu par Pascale Hémery
  - Rien de bien grave, de Mercedes Deambrosis, vu par Renaud Buénerd
- 2010 :
  - L'Épouvante l'émerveillement, Béatrix Beck vu par Gaël Davrinche
  - Un matin de grand silence, Éric Pessan vu par Marc Desgrandchamps
  - L'Écorchure, Ana Maria Sandu vu par Marine Joatton
  - Les Zones ignorées, Virginie Gautier vu par Gilles Balmet
  - Elodie Cordou, la disparition, Pierre Autin-Grenier vu par Ronan Barrot
  - L'Invention du désir, Carole Zalberg vu par Frédéric Poincelet
- 2011 :
  - Lord Patchogue, Jacques Rigaut vu par Frédéric Malette
  - Ce que le temps a fait de nous, Isabelle Minière vu par Hélène Rajcak
  - La Dernière Fois où j'ai eu un corps, Christophe Fourvel vu par Nathalie Lamotte (coll. Voiture 547)
  - Cette bête que tu as sur la peau, Marie Chartres vu par Gisèle Bonin (coll. Voiture 547)
  - Cou coupé court toujours, Béatrix Beck vu par Mélanie Delattre-Vogt
  - La Vague, Hubert Mingarelli vu par Barthélémy Toguo
  - L'Homme inépuisable, Denis Lachaud vu par Ulrika Byttner
- 2012 :
  - Novénaire de l'attente, Clément Pansaers (collection Cheval Vapeur)
  - Le Pont, Annie Saumont vu par Philippe Lemaire
  - Gordana, Marie-Hélène Lafon vu par Nihâl Martli
  - N'en-a-qu'un en Très-Haute-Prudence, Christine Van Acker vu par Yoan Armand Gil
  - Wakefield, Nathaniel Hawthorne (collection Cheval Vapeur)
  - Bibiche, Albertine Sarrazin vu par Annabelle Guetatra
  - La Fête sauvage, Annie Mignard vu par Emmanuel Tête, grand prix SGDL de la nouvelle, 2013
  - Jeux d'artistes, collectif, catalogue de l'exposition du musée-château d'Annecy, 2013
- 2013 :
  - Le jeune homme qu'on surnommait Bengali, Louis-René des Forêts vu par Frédérique Loutz, postface de Jean Roudaut
  - Vies d'un immortel, Bernard Noël vu par Benjamin Monti
  - Le vent amènera la pluie, Michel C. Thomas vu par Denis Monfleur (coll. Voiture 547)
  - Hors le Bourbier, Christophe Ségas vu par Céline Guichard (coll. Voiture 547)
  - Entre le marteau et l'écume, poésies complètes, Béatrix Beck (coll. Micheline)
  - Ce qui est resté d'un Rembrandt déchiré en petits carrés bien réguliers, et foutu aux chiottes, Jean Genet (coll. Micheline)
  - Coup(o)les, Frédérique Loutz face à Ernesto Castillo (coll. Micheline)
  - Introduction à une métaphysique du rêve, Jacques Rivière, postface de Jérôme Duwa (coll. Cheval Vapeur)
  - Tu souris, tu accélères, Annie Saumont vu par Valérie du Chéné
  - Je suis pas la bête à manger, Nathalie Constans vu par Anya Belyat-Giunta
  - Le times, journal de prison 1959, Albertine Sarrazin vu par Béatrice Cussol, Dominique De Beir, Fabienne Audéoud, Annelise Coste, The Pit
  - Ad libido, recueil illustré de nouvelles érotiques, coédition éditions In8. Nouvelles de Anna Rozen, Emmanuelle Urien, Frédérique Martin, Agnès Fonbonne, Éric Pessan, Claude Chambard. Dessins de Frédéric Poincelet, Anne Laure Sacriste, Apollo Thomas, Jonas Delaborde, Frédéric Fleury
- 2014 :
  - Dans les rues de Londres, une aventure, Virginia Woolf vu par Antoine Desailly, traduit par Étienne Dobenesque
  - Les Yeux fermés, les yeux ouverts, Virginie Gautier avec des photos de Francesca Woodman
  - La Double Réfraction du spath d'Islande, nouvelles et autres textes inédits et retrouvés, Béatrix Beck (coll. Micheline)
  - La Main dans le sac, Violette Leduc, édition établie par Catherine Viollet (coll. Micheline)
  - Dans la zone torride du Brésil, visites aux Indiens, Benjamin Péret, liminaire de Jérôme Duwa, postface de Leonor Lourenço de Abreu (coll. Micheline)
  - Parfaite !, Mercedes Deambrosis vu par Jacques Floret
  - La Fille aux loups, Éric Pessan vu par Frédéric Khodja